# Desmatosuchus
Desmatosuchus (significa "crocodilo de ligação") é um género extinto de arcossauros pertencentes à ordem Aetosauria. Foi um dos maiores aetossauros, com 5 metros de comprimento e cerca de 1,50 metros de altura. Os espigões nos seus ombros podiam medir 45 cm. Ele viveu durante o final do Triássico no Texas.

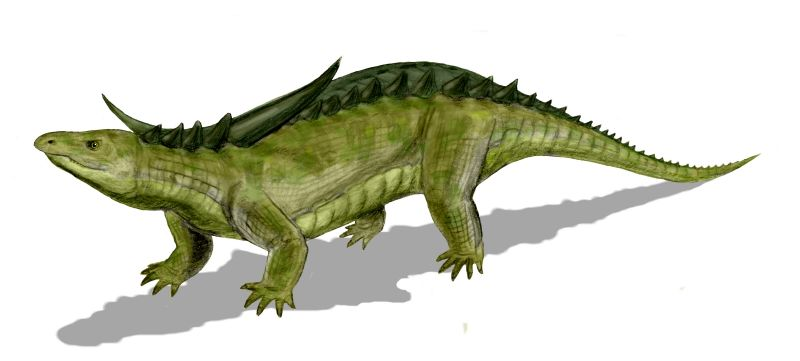
Desmatosuchus haplocerus do Triássico Superior, Texas

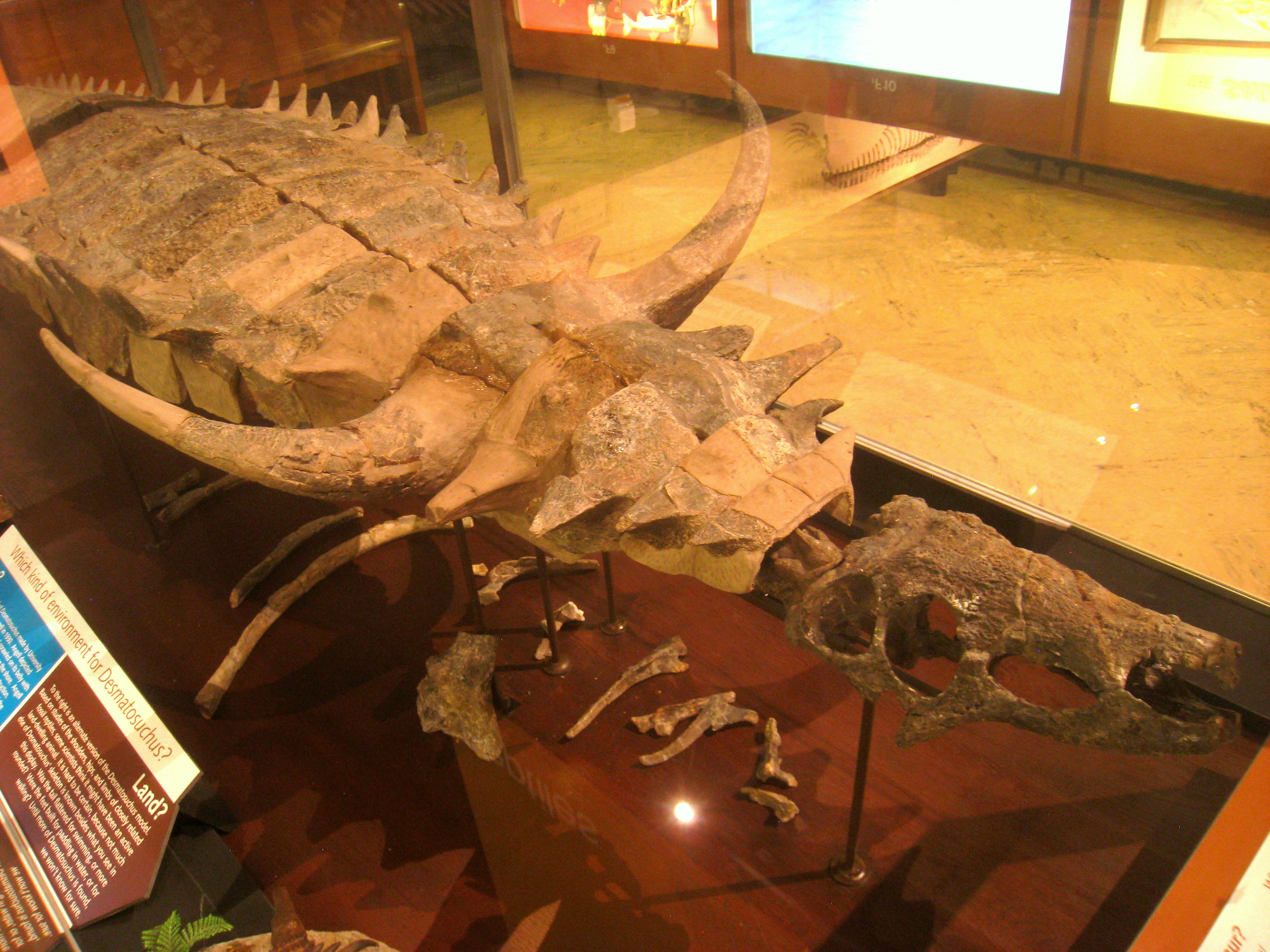
Fossil

Desmatosuchus e seus parentes, possuem um corpo blindado e de cabeça parecida com a de um porco. Tinha focinho com forma de “pá” e dentes fracos que sugerem que ele comia plantas macias. Como muitos de seus parentes, teve pesadas placas blindadas ao longo de suas costas, cauda e parte inferior. No entanto, ao contrário da maioria aetossauros, o Desmatosuchus tinha duas fileiras de espinhos em sua volta ao longo dos lados de seu corpo. Os maiores espinhos, em acima dos ombros, tinham 45 centímetros de comprimento. Isso  provavelmente, deu-lhe proteção extra contra seus predadores.
Duas espécies são atualmente aceitas: D. spurensis e D. Smalli. Desmatosuchus chamaensis é reconhecido como um género  distinto mas há alguma controvérsia sobre qual género  deva ser classificado,  Heliocanthus ou Rioarribasuchus.

## Cultura popular
Desmatosuchus foi destaque em When Dinosaurs Roamed America, afastando um irritante Coelophysis e um predador Rutiodon. Desmatosuchus também foi destaque em um episódio de Animal Armageddon, onde foi caçado por um Estauricossauro, um dos primeiros dinossauros verdade. Em ambos, o Desmatosuchus foi usado mostrar o contraste da anatomia dos répteis arcossauros anteriores com a dos primeiros verdadeiros dinossauros. Também foi destaque em 2011 no video game Dino D-Day. É caracterizado com pele morena e um canhão de 20 milímetros montada nas costas. Várias referências são feitas no diálogo do jogo mostrando que não é tecnicamente um dinossauro.